# Корабельная сторона
Корабельная сторона (Корабелка) — историческая территория в городе Севастополе, на южном побережье Севастопольской бухты, к востоку от Корабельной бухты, по названию которой и названа. Входит в Нахимовский район города, относится к Нахимовскому муниципальному округу.

## История

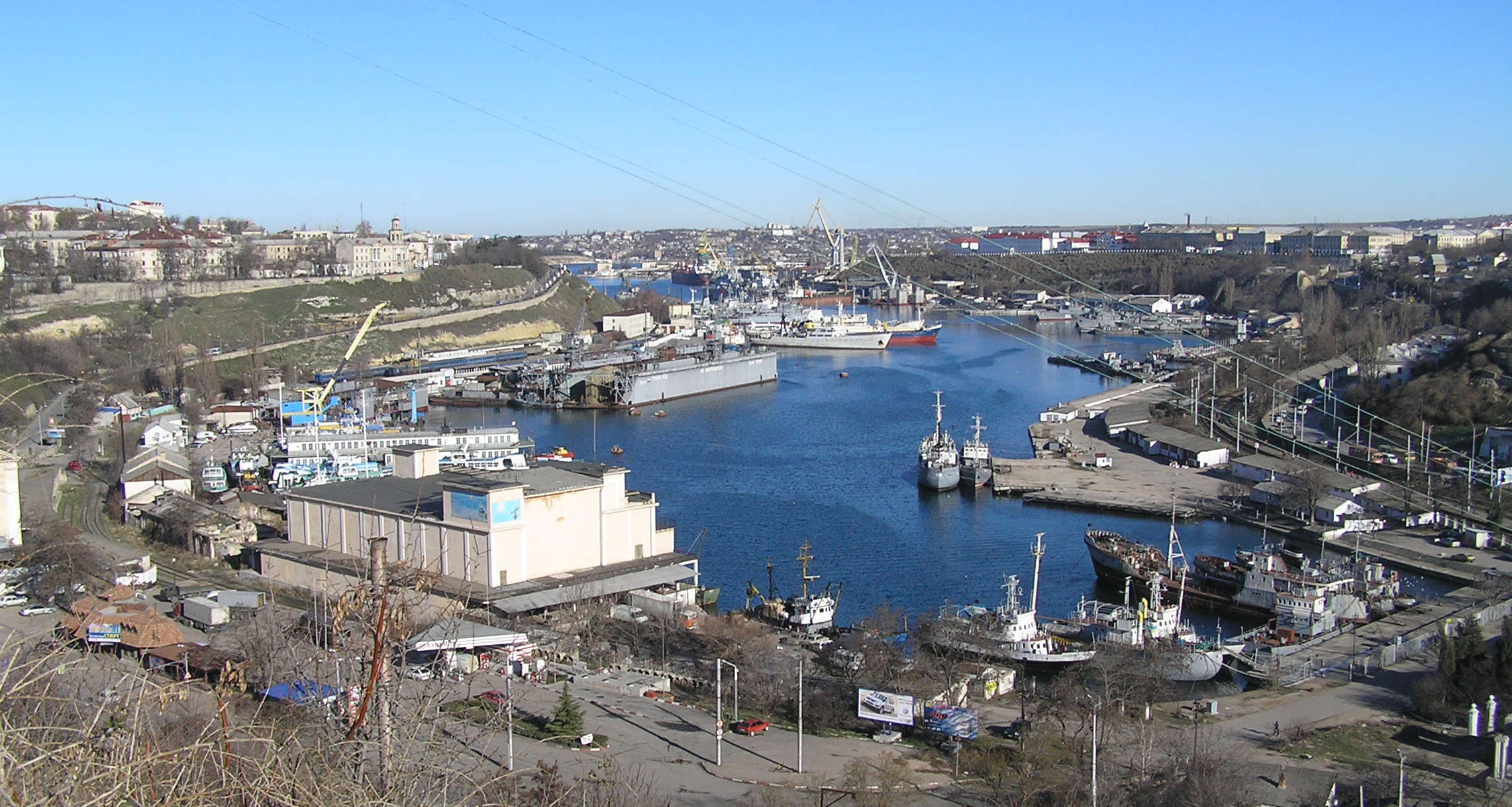
Южная бухта

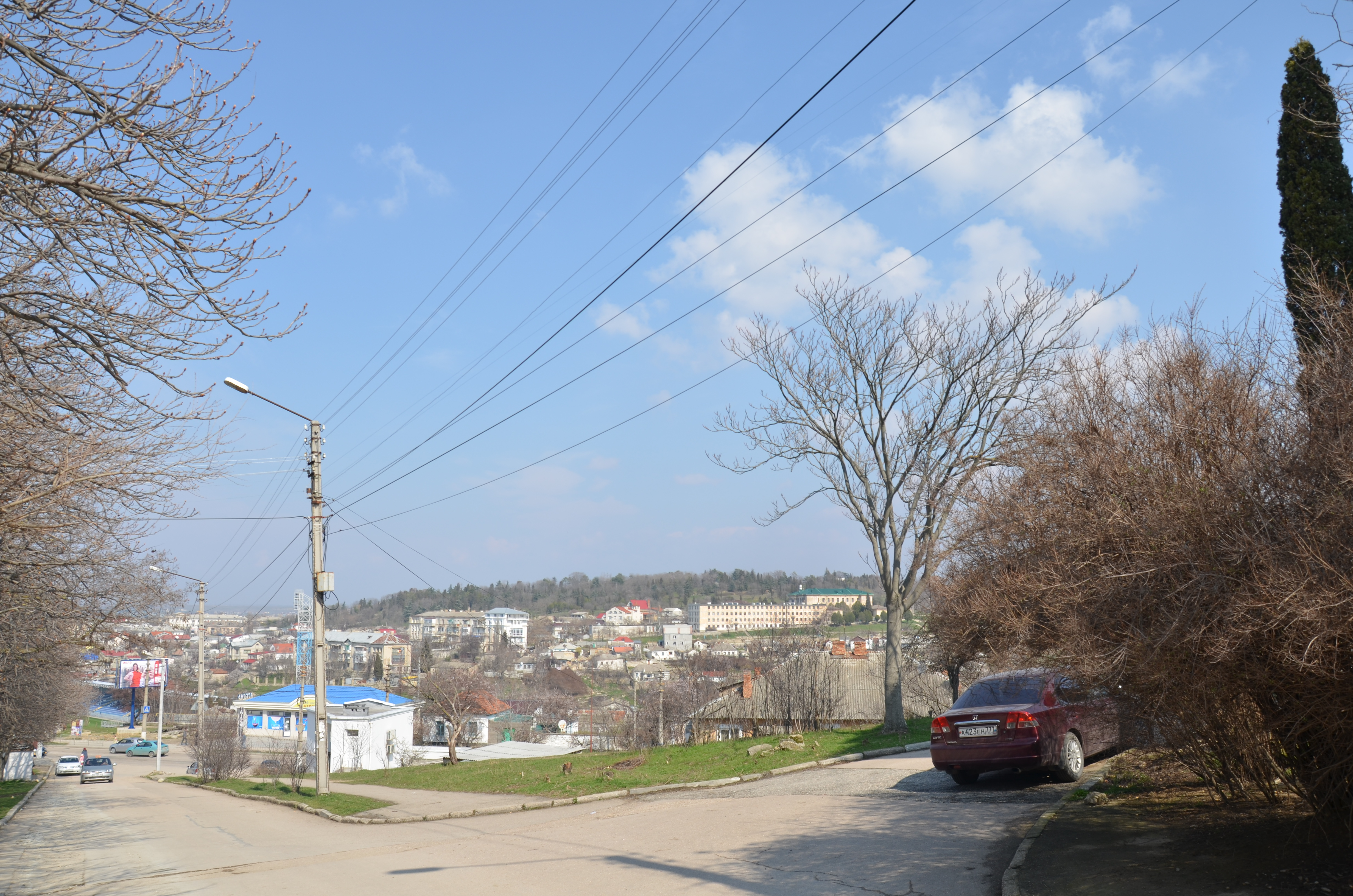
Вид на Малахов курган с 3-го бастиона.

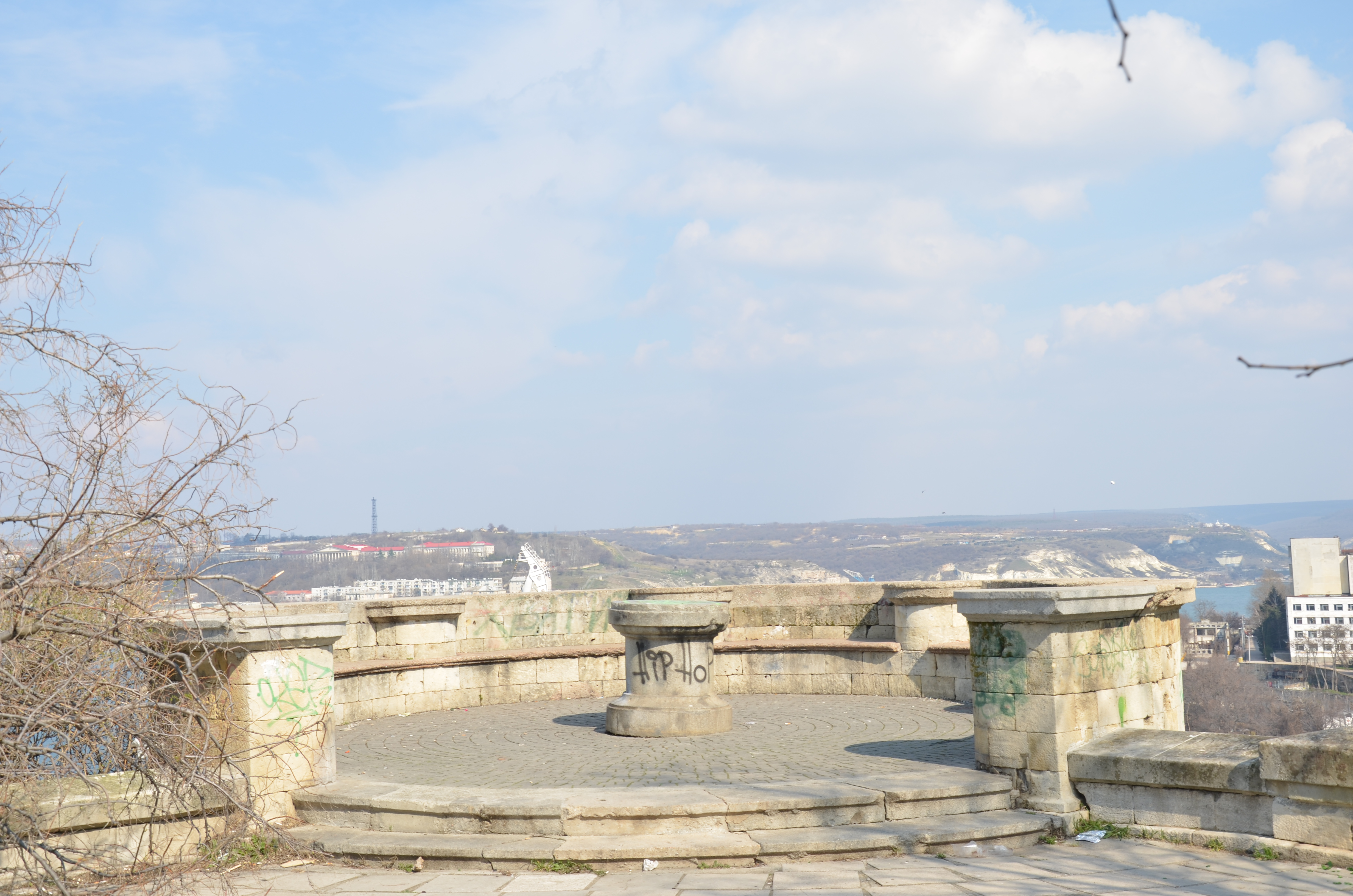
Смотровая площадка первого бастиона

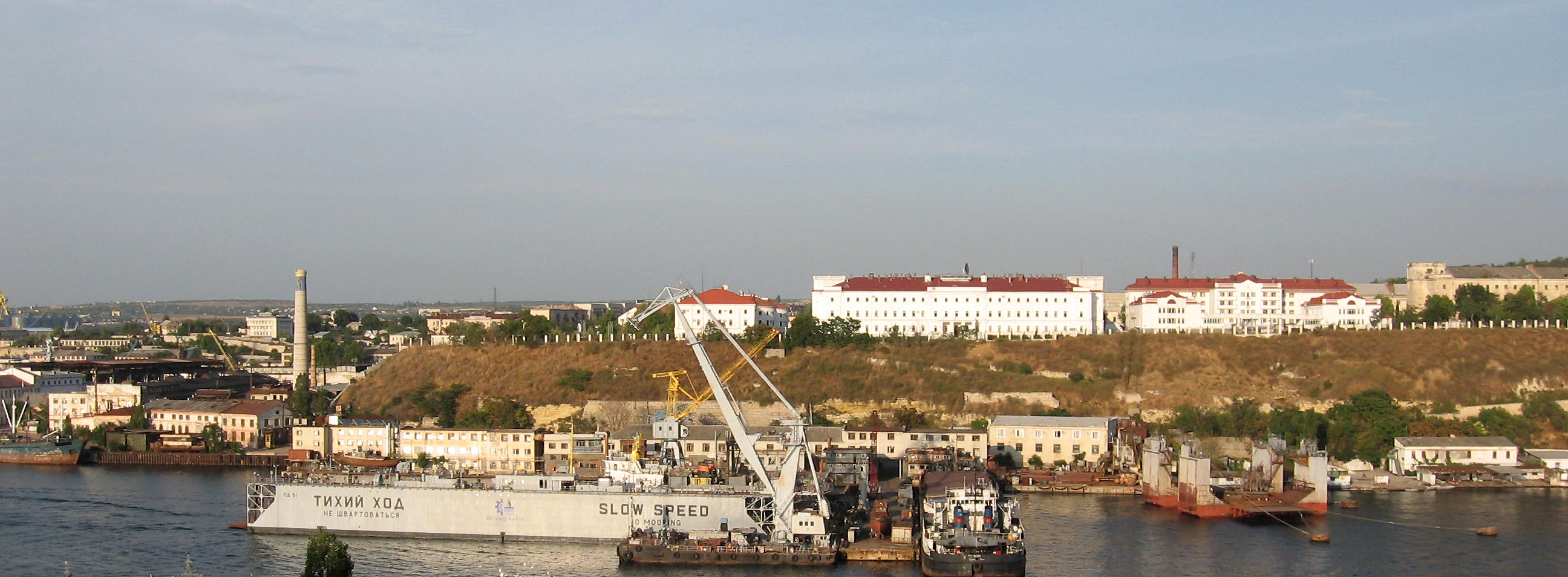
Корабельная бухта

К концу 1840-х годов здесь насчитывалось 352 дома и проживало более 1100 человек: в основном севастопольская беднота — рыбаки, извозчики, грузчики, солдатские и матросские семьи. Они занимались рыбалкой, извозом, поденщиной. Летом много работали в помещичьих имениях в окрестностях Севастополя. В 1830 году именно здесь произошли волнения, которые вошли в историю под названием «чумного бунта».

## Достопримечательности
К достопримечательностям Корабелки относятся Лазаревские казармы, Малахов курган, Камчатский люнет, три бастиона времён Крымской войны, парк в Ушаковой балке и остатки 17-километрового акведука первой половины XIX века.